# Henriëtte Geertruida Knip
Henriëtte Geertruida Knip (Tilburg, 19 de julio de 1783 – Haarlem, 29 de mayo de 1842) fue una pintora neerlandesa especializada en pintura de bodegones de flores.

## Biografía
Fue hija del pintor Nicolaas Frederik Knip. Después de que su padre se quedó ciego, siguió tomando lecciones de su hermano mayor, Joseph August Knip, y en 1802 se trasladó con él a París, donde fue alumna del pintor de flores Gerard van Spaendonck. Se convirtió en una pintora de éxito y pasaba los veranos en Haarlem pintado bodegones de flores, y los inviernos se dedicó a la enseñanza de la pintura para señoras en Ámsterdam.
En 1824 volvió de nuevo a París, esta vez tomó lecciones del pintor Jan Frans van Dael. Cuando su hermano empezó a quedarse ciego, ella fue capaz de mantenerse a sí misma y a su familia. Nunca contrajo matrimonio y falleció en Haarlem. Su trabajo es a veces confundido con el realizado por su sobrina Henriëtte Ronner-Knip, cuyos obras generalmente contienen animales.